# Magyar Szemle
Magyar Szemle kulturális világnézeti folyóirat 1927-1944 közt, 199 száma jelent meg. A rendszerváltás után, 1992-ben indították újra, azóta havonta jelenik meg (új folyam). (ISSN 1216-6235)

## Bemutatása
A folyóiratot a Bethlen István elnöksége alatt működő Magyar Szemle Társaság alapította. Szekfű Gyula (1927-1938), majd Eckhardt Sándor (1938. decembertől) szerkesztette. A folyóiratban publikált cikkek témája a társadalmi élet számos területére kiterjedt. Jeles két világháború közt működő tudósok, írók, politikusok, szakemberek tartoztak a folyóirat munkatársi gárdájába. Gratz Gusztáv, Gombocz Zoltán, Keresztury Dezső, Kornis Gyula, Németh Gyula Petrovics Elek, Pukánszky Béla, Trócsányi Zoltán, Weis István stb. A lap színházkritikai rovatát Bisztray Gyula szerkesztette.
A Magyar Szemle munkatársainak szemléletét a szellemtörténeti irányvonal határozta meg, többségük elhatárolódott a német fasizmustól. A lap Magyarország német katonai megszállása idején szűnt meg.

## A folyóirat előzménye
Az alapítók előzménynek tekintették a Tisza István által 1912-ben indított Magyar Figyelőt.

## Jogutódja
A két világháború közti Magyar Szemle utódja az 1992-ben újraindított Magyar Szemle, ez utóbbit az induláskor (1992-1998 közt) Czakó Gábor szerkesztette. Borbándi Gyula az újraindulástól kezdve szerkesztőbizottsági tag.

## A Magyar Szemle kiadott könyvei
A szerkesztőség 1934-ben kiadta Bethlen István és Ravasz László beszédét. A folyóirat indulásától megszűnéséig (1927-1944) különböző könyvsorozatokat adott közre, ismeretterjesztő könyvsorozatot (A) Magyar Szemle kincsestára (1929-1944) címen, irodalmi könyvsorozatot (A) Magyar Szemle klasszikusai (1937-1942) címen és egy tudományos könyvsorozatot (A) Magyar Szemle könyvei (1929-1939) címen.

## Repertórium
- Magyar Szemle : repertórium és tartalomelemzés : 1-2. köt. / összeáll. Saád József. – Budapest : Fővárosi Szabó Ervin Könyvtár : ELTE Szociológiai Intézete, 1989. (Magyar szociológiatörténeti füzetek ; 3.). ISBN 963 581 148 9